# Система национальных счетов
Система национальных счетов (СНС) — согласованный на международном уровне стандартный набор рекомендаций по исчислению показателей экономической деятельности в соответствии с чёткими правилами ведения счетов и учёта на макроуровне, основанными на принципах экономической теории.
Представляет собой систему взаимосвязанных показателей и классификаций (например, в виде таблиц), применяемую для описания и анализа макроэкономических процессов страны в условиях рыночной экономики и связывающую важнейшие макроэкономические показатели: объемы выпуска товаров и услуг, совокупные доходы и расходы. Позволяет представить ВВП (ВНД) на всех основных стадиях: производство, распределение, пользование.
Счета СНС представляют собой больше, чем моментальный снимок состояния экономики на некоторый момент времени, поскольку на практике счета
составляются для последовательно сменяющих друг друга периодов времени, обеспечивая таким образом непрерывный поток информации, который незаменим
для мониторинга, анализа и оценки экономических результатов во времени. СНС предоставляет информацию не только об экономической деятельности за тот или
иной период времени, но также об уровнях активов и обязательств экономики на некоторые моменты времени и, таким образом, о богатстве жителей страны. Кроме
того, СНС включает счет внешних операций, отражающий связи между национальной экономикой данной страны и остальным миром.
СНС выполняет несколько важных функций, среди которых:
- измерение объемов производства за определенный промежуток времени
- выявление существующих тенденций в экономике
- организация экономической политики государства.

К показателям, связанным с СНС, относят: валовой внутренний продукт (ВВП), валовой национальный доход (ВНД), валовой национальный располагаемый доход (ВНРД), конечное потребление, валовое накопление, национальное сбережение; чистое кредитование и чистое заимствование (см. Счет финансовых операций), национальное богатство, сальдо внешней торговли.

## История СНС
Впервые макроэкономические счета были сформированы английским экономистом Уильямом Петти для оценки налоговой системы.
Прообразом современной СНС стала «Экономическая таблица» Франсуа Кенэ, созданная в 1758 году. Она базировалась на экономической теории физиократов и ограниченной концепции производства. Границы экономической деятельности включали лишь сельское хозяйство и добывающую промышленность.
В молодом советском государстве была разработана методология баланса народного хозяйства (1923—24 гг.). Теоретической основой была концепция материального производства, а целями — контроль и планирование производства, распределения и потребления, а также изучение межотраслевых связей.
По мере того, как росла потребность в адекватной системе оценки экономики, на Западе в 1930-х годах были предприняты попытки создания счетов, связывающих все показатели хозяйственной деятельности. Среди теоретиков новой системы были: А. Маршалл, Дж. М. Кейнс, К. Кларк, Р. Стоун и другие.
Впервые, в 1945 году принципы СНС были приведены в операционный вид и опубликованы в «Белой книге». Возникшие проблемы сопоставления на практике макроэкономических показателей экономики различных стран предопределило необходимость стандартизации и унификации национальных счетов.
Создаётся исследовательский центр под руководством Р. Стоуна, в результате чего в 1953 году создаётся первый стандарт СНС. Он характеризуется широкой концепцией производства: включает производство товаров и услуг, а также нерыночные операции. Счета по секторам не предусматриваются. Используются таблицы «затраты — выпуск» В. Леонтьева.
В 1968 году принята новая версия международного стандарта СНС — «Синяя книга». Она включала: свободные счета; производство, потребление, использование капитала; счета доходов и расходов и счета финансирования капитальных затрат. Во втором стандарте СНС была важная особенность — разделение по секторам. Разработаны классификаторы, методики оценки величин показателей. Увязка с платёжным балансом другими разделами статистики.
В 1993 году была выработана третья версия международной СНС — «Зелёная книга». Разработчики: ОЭСР, Статотдел ООН, Евростат, МВФ, Всемирный банк. Институциональный подход: классификация по институциональным секторам, вводятся подсекторы сектора домашних хозяйств, учёт ненаблюдаемой экономики.
Ныне действующая система появилась в 2008 году. Она включает все сферы производства за исключением разве что некоторых бытовых услуг, учитывать которые практически невозможно.
- Новые определения и классификации компонентов ВВП и национального дохода, в том числе:
  - учёт интеллектуальной собственности,
  - производные финансовые инструменты,
  - расходы на НИОКР и вооружение;
- согласованность статистики (СНС, РПБ6, госфинансов, денежно-кредитной и финансовой) и бухгалтерского учёта,
- поэтапность внедрения СНС,
- анализ инфляции,
- международные сопоставления ВВП.

Расширение границ производства ведёт к существенному увеличению макроэкономических показателей (в том числе ВВП), особенно для стран с высокоразвитыми технологиями (прежде всего, США). Это может служить обоснованием дополнительной эмиссии наличных денег.
При этом оценка нематериальных активов может быть необоснованно завышена (см., например, пузырь доткомов), что вызывает опасения специалистов.

## Применение стандарта СНС в России
Россия перешла на стандарт СНС в 1991 году и стала использовать второй стандарт (1968 года).
21 августа 2013 г. глава Росстата Александр Суринов анонсировал внедрение СНС-2008 в России.
Распоряжением Правительства РФ от 2 декабря 2013 г. № 2242-р Росстату поручено до 1 октября 2014 г. обеспечить в установленном порядке разработку приложения к Общероссийскому классификатору организационно-правовых форм, содержащего классификацию институциональных секторов экономики.
Приказом Росстандарта от 31 января 2014 N 14-ст приняты:
- Общероссийский классификатор видов экономической деятельности (ОКВЭД2) ОК 029-2014 (КДЕС Ред. 2),
- Общероссийский классификатор продукции по видам экономической деятельности (ОКПД2) ОК 034-2014 (КПЕС 2008).

Федеральным законом от 5 мая 2014 № 99-ФЗ в Гражданский кодекс РФ внесены изменения, касающиеся состава и определения организационно-правовых форм предприятий. Определены понятия корпоративных и унитарных юридических лиц. В Общероссийский классификатор организационно-правовых форм ОК 028-2012 внесено Изменение № 2/2014 ОКОПФ, утверждённое Приказом Росстандарта от 12.12.2014 N 2011-ст.
31 июля 2014 г. заместителем Председателя Правительства Российской Федерации Аркадием Дворковичем утвержден План мероприятий по формированию методологии систематизации и кодирования информации, а также совершенствованию и актуализации общероссийских классификаторов, реестров и информационных ресурсов. В соответствии с этим планом разработан новый Общероссийский классификатор основных фондов ОК 013-2014 (СНС 2008).
В настоящее время в биржевой торговле используется такой ряд СНС как индексы деловой активности.

## Счета и агрегаты, предусмотренные СНС-2008
| Счёт                                                               | Балансирующая статья                                                                      | Основные агрегаты                                                                         |
| ------------------------------------------------------------------ | ----------------------------------------------------------------------------------------- | ----------------------------------------------------------------------------------------- |
| 1. Текущие счета                                                   |                                                                                           |                                                                                           |
| 1.1. Счёт производства                                             | Добавленная стоимость                                                                     | Внутренний продукт (ВВП, ЧВП)                                                             |
| 1.2. Счета распределения и перераспределения доходов               |                                                                                           |                                                                                           |
| 1.2.1. Счета первичного распределения доходов                      |                                                                                           |                                                                                           |
| 1.2.1.1. Счёт образования доходов                                  | Прибыль/смешанный доход                                                                   |                                                                                           |
| 1.2.1.2. Счёт распределения первичных доходов                      | Сальдо первичных доходов                                                                  | Национальный доход (ВНД, ЧНД)                                                             |
| 1.2.1.2.1. Счёт предпринимательского дохода                        | Предпринимательский доход                                                                 |                                                                                           |
| 1.2.1.2.2. Счёт распределения других первичных доходов             | Сальдо первичных доходов                                                                  |                                                                                           |
| 1.2.2. Счёт вторичного распределения доходов                       | Располагаемый доход                                                                       | Национальный располагаемый доход                                                          |
| 1.2.3. Счёт перераспределения доходов в натуральной форме          | Скорректированный располагаемый доход                                                     |                                                                                           |
| 1.3. Счета использования доходов                                   |                                                                                           |                                                                                           |
| 1.3.1. Счёт использования располагаемого дохода                    | Сбережение                                                                                | Национальное сбережение                                                                   |
| 1.3.2. Счёт использования скорректированного располагаемого дохода | Сбережение                                                                                | Национальное сбережение                                                                   |
| 2. Счета накопления                                                |                                                                                           |                                                                                           |
| 2.1. Счёт операций с капиталом                                     | Чистое кредитование (+) / чистое заимствование (-)                                        |                                                                                           |
| 2.2. Финансовый счёт                                               | Чистое кредитование (+) / чистое заимствование (-)                                        |                                                                                           |
| 2.3. Счета других изменений в активах                              |                                                                                           |                                                                                           |
| 2.3.1. Счёт других изменений в объёме активов                      |                                                                                           |                                                                                           |
| 2.3.2. Счёт переоценки                                             |                                                                                           |                                                                                           |
| 3. Балансы активов и пассивов                                      |                                                                                           |                                                                                           |
| 3.1. Начальный баланс активов и пассивов                           | Чистая стоимость капитала                                                                 | Национальное богатство                                                                    |
| 3.2. Изменения в активах и обязательствах                          | Изменение чистой стоимости капитала                                                       |                                                                                           |
| 3.3. Заключительный баланс активов и пассивов                      | Чистая стоимость капитала                                                                 | Национальное богатство                                                                    |
| 4. Влияние на изменение чистой стоимости капитала                  |                                                                                           |                                                                                           |
| 4.1. Счёт операций с капиталом                                     | Изменение чистой стоимости капитала вследствие сбережения и капитальных трансфертов       | Изменение чистой стоимости капитала вследствие сбережения и капитальных трансфертов       |
| 4.2. Счёт других изменений в объёме активов                        | Изменение чистой стоимости капитала вследствие других изменений в объеме активов          | Изменение чистой стоимости капитала вследствие других изменений в объеме активов          |
| 4.3. Счёт переоценки                                               | Изменение чистой стоимости капитала вследствие номинальных холдинговых прибылей и убытков | Изменение чистой стоимости капитала вследствие номинальных холдинговых прибылей и убытков |

## Основные макроэкономические показатели в соответствии с СНС-2008

### Валовой внутренний продукт (ВВП)

#### Производственный метод
ВВП основан на концепции добавленной стоимости. Валовая добавленная стоимость представляет собой разность между выпуском и промежуточным потреблением. Валовой внутренний продукт — это сумма валовой добавленной стоимости всех резидентов-производителей в основных ценах плюс часть налогов на продукты (а возможно, весь итог) за вычетом субсидий на продукты, которая не включена в оценку выпуска.

#### Метод конечного использования
ВВП равен сумме конечного использования товаров и услуг (все виды использования, кроме промежуточного потребления) в ценах покупателей минус стоимость импорта товаров и услуг.

#### Распределительный метод
ВВП равен сумме первичных доходов, выплаченных резидентами-производителями.

### Чистый внутренний продукт (ЧВП)
ЧВП исчисляется путём исключения из ВВП потребления основного капитала.

### Валовой национальный доход (ВНД)
ВНД равен ВВП минус первичные доходы, подлежащие выплате нерезидентским единицам, плюс первичные доходы, подлежащие получению резидентскими единицами от нерезидентских единиц.
Другими словами, ВНД равен ВВП минус налоги на производство и импорт за вычетом субсидий, оплата труда и доходы от собственности, подлежащие выплате остальному миру, плюс корреспондирующие статьи, подлежащие получению из остального мира.
Таким образом, ВНД — это сумма сальдо валовых первичных доходов, подлежащих получению резидентскими институциональными единицами или секторами.
В отличие от ВВП ВНД не является концепцией добавленной стоимости, а является концепцией дохода.

### Чистый национальный доход (ЧНД)
ЧНД исчисляется путём вычитания из ВНД потребления основного капитала.

### Прочие агрегаты
Взаимосвязь между показателями объема ВВП и агрегатами реального дохода:
a. Валовой внутренний продукт в ценах базисного периода;
плюс торговые прибыли или убытки вследствие изменений в условиях внешней торговли;
b. равняется реальный валовой внутренний доход;
плюс реальные первичные доходы, подлежащие получению из-за границы;
минус реальные первичные доходы, подлежащие выплате за границу;
c. равняется реальный валовой национальный доход;
плюс реальные текущие трансферты, подлежащие получению из-за границы;
минус реальные текущие трансферты, подлежащие выплате за границу;
d. равняется реальный валовой национальный располагаемый доход;
минус потребление основного капитала в ценах базисного периода;
e. равняется реальный чистый национальный располагаемый доход.